# Pegasus EDA 100 Flamingo
EDA-100 Flamingo je enomotorno ultralahko letalo, ki ga je zasnovalo slovensko podjetje Pegasus d.o.o. Zahteva projekta je bila, da se združijo dobre lastnosti primerljivih letal tako, da bi letalo omogočalo ceneno obratovanje, varnost in enostavno letenje za namene šolanja, kot tudi visoko sposobnost za daljše lete.
Posebnost letala je profil krila, ki ga je zasnoval italijanski konstruktor Franco Orlando, in sestoji iz šestih različnih profilov, ki letalu omogoča enostavno upravljanje, kratko vzletno in pristajalno razdaljo in predvidljive letalne lastnosti v širokem razponu hitrosti.
Letalo je grajeno iz kompozitnih materialov, ojačanih z ogljikovimi vlakni. Ima prostor za dva člana posadke, ki sedita eden za drugim. Pogon krmilnih površin je izveden mehansko, zakrilca in trimer pa so električni.
Podvozje letala je neuvlačljivo trikolesno, načrtovana pa je tudi različica z uvlačljivim podvozjem.
Kot motor je bil na prototipu uporabljen vodno hlajeni Rotax 912 z močjo 75 kW (100 KM). Pri serijski proizvodnji bo uporabljen zračno hlajeni motor ULPower UL350iS z močjo 97,5 kW (130 KM).